# Vienna, Missouri
Vienna är administrativ huvudort i Maries County i Missouri. Orten har fått sitt namn efter Wien.